# Gruzijska vaterpolska reprezentacija
Gruzijska vaterpolska reprezentacija predstavlja državu Gruziju u športu vaterpolu. U sovjetskoj reprezentaciji jedan od najboljih igrača bio je Gruzijac Revaz Čomakidze. Za Gruziju igraju tri naturalizirana Hrvata: Marko Elez, Marko Jelača i Marin Franičević. Trenutačni izbornik je Crnogorac Jovo Popović.
Gruzijska se je reprezentacija natjecala i u doba Sovjetskog Saveza na jakom međunarodnom vaterpolskom turniru koji se igrao u Gruziji, na kojoj se je natjecala uz sovjetsku reprezentaciju i gostujuće pozvane reprezentaciju(e). Iz toga vremena poznat je sovjetski reprezentativac, Gruzijac Georgi Mšvenieradze.

## Inozemni igrači u gruzijskoj reprezentaciji
Inozemci u gruzijskom sastavu su;
- Marko Elez, Hrvatska
- Marko Jelača, Hrvatska
- Marin Franičević, Hrvatska
- Kordić, Crna Gora
- Marković, Srbija

## Nastupi na velikim natjecanjima

### Svjetska prvenstva
- 2022.: 10. mjesto

### Europska prvenstva
- 2014.: 12. mjesto
- 2016.: 14. mjesto
- 2018.: 13. mjesto
- 2020.: 10. mjesto
- 2022.: 8. mjesto

### Svjetske lige
- 2020.: 8. mjesto

## Utakmice

### Kvalifikacije za EP 2012.
- Gruzija –  Velika Britanija 9:3
- Gruzija –  Grčka 8:11
- Grčka –  Gruzija 16:6
- doigravanje:  Gruzija –  Rumunjska 5:11, 6:18

### Kvalifikacije za EP 2014.
- Gruzija –  Velika Britanija 12:3
- Gruzija –  Slovačka 7:7
- Gruzija –  Poljska 16:10
- Gruzija –  Češka 16:5

- Gruzija –  Izrael 13:8
- Gruzija –  Ukrajina 15:8
- Bjelorusija –  Gruzija 7:24
- Malta –  Gruzija 12:16

- Gruzija –  Švicarska 24:7
- Malta –  Gruzija 4:11
- Bjelorusija –  Gruzija 9:17
- Gruzija –  Slovačka 16:17
- Portugal –  Gruzija 9:17

Doigravanje
- Gruzija –  Turska 8:4
- Turska –  Gruzija 12:9

Ukupnom pobjedom 17:16 Gruzija se kvalificirala na svoje prvo veliko natjecanje, EP 2014. Na njemu je zauzela posljednje, 12. mjesto.

## Vanjske poveznice
- Waterpolo legends 1986: Mshvenieradze against Mshvenieradze